# Felipe Jonatan
Felipe Jonatan Rocha Andrade dit Felipe Jonatan, né le 15 février 1998 à Fortaleza au Brésil, est un footballeur brésilien qui évolue au poste d'arrière gauche avec le club du Fortaleza EC.

## Biographie

### Ceará SC
Né à Fortaleza au Brésil, Felipe Jonatan est formé par le club de sa ville natale, le Ceará SC, après être passé par l'EC Bahia. Il réalise sa première apparition en professionnel avec le Ceará SC dans le championnat brésilien, lors d'une victoire face au SC Corinthians, le 6 septembre 2018 (2-1). Le 31 octobre 2018, Felipe Jonatan prolonge son contrat avec son club formateur jusqu'en mai 2022.

### Santos FC
Le 1er mars 2019, Felipe Jonatan signe un contrat de cinq ans avec le Santos FC, qui débourse six millions de Réal brésilien pour le recruter. Il joue son premier match sous ses nouvelles couleurs en championnat face à Grêmio, le 28 avril 2019. Titularisé ce jour-là, il inscrit également son premier but en professionnel, et donc pour le club, permettant à son équipe de s'imposer (1-2).
Le 30 janvier 2021, il est titulaire lors de la finale de la Copa Libertadores 2020 face à la SE Palmeiras. Son équipe s'incline toutefois sur le score de un but à zéro ce jour-là.
Felipe Jonatan fête sa centième apparition sous le maillot de Santos le 14 avril 2021, à l'occasion d'une rencontre de Copa Libertadores face à San Lorenzo. Titulaire, il est l'auteur d'une passe décisive pour Marcos Leonardo sur l'ouverture du score de son équipe, mais le match se termine finalement sur un score nul de deux partout,.
Le 12 mai 2021, Felipe Jonatan inscrit son premier but en Copa Libertadores, face aux Argentins de Boca Juniors. Son but permet à son équipe de s'imposer (1-0 score final).

### En sélection
En septembre 2019, Felipe Jonatan est convoqué avec l'équipe du Brésil olympique afin de participer à des matchs amicaux.

## Palmarès
Santos FC
- Copa Libertadores
  - Finaliste en 2020